# Mogibacterium
Mogibacterium è un genere di batterio appartenente alla famiglia delle Eubacteriaceae.